# Oedignatha indica
Oedignatha indica là một loài nhện trong họ Corinnidae.
Loài này thuộc chi Oedignatha. Oedignatha indica được miêu tả năm 1993 bởi C. Adinarayana Reddy & Patel.